# Вулиця Демьохіна (Луганськ)
Вулиця Демьохіна (офіційно Дємьохіна, колишня 23-тя і 24-та лінії, згодом 12-та лінія) — вулиця у центрі Луганська. Складається з трьох розірваних ділянок між вул. Поштовою і Центральним ринком.

## Історичний огляд

Перехрестя вул. Демьохіна і Коцюбинського, 1956. На місці приватного сектору зведуть п'ятиповерховки № 18 і 20.

Стара будівля школи № 20 і таксі (ГАЗ-М20 «Побєда»), 1950

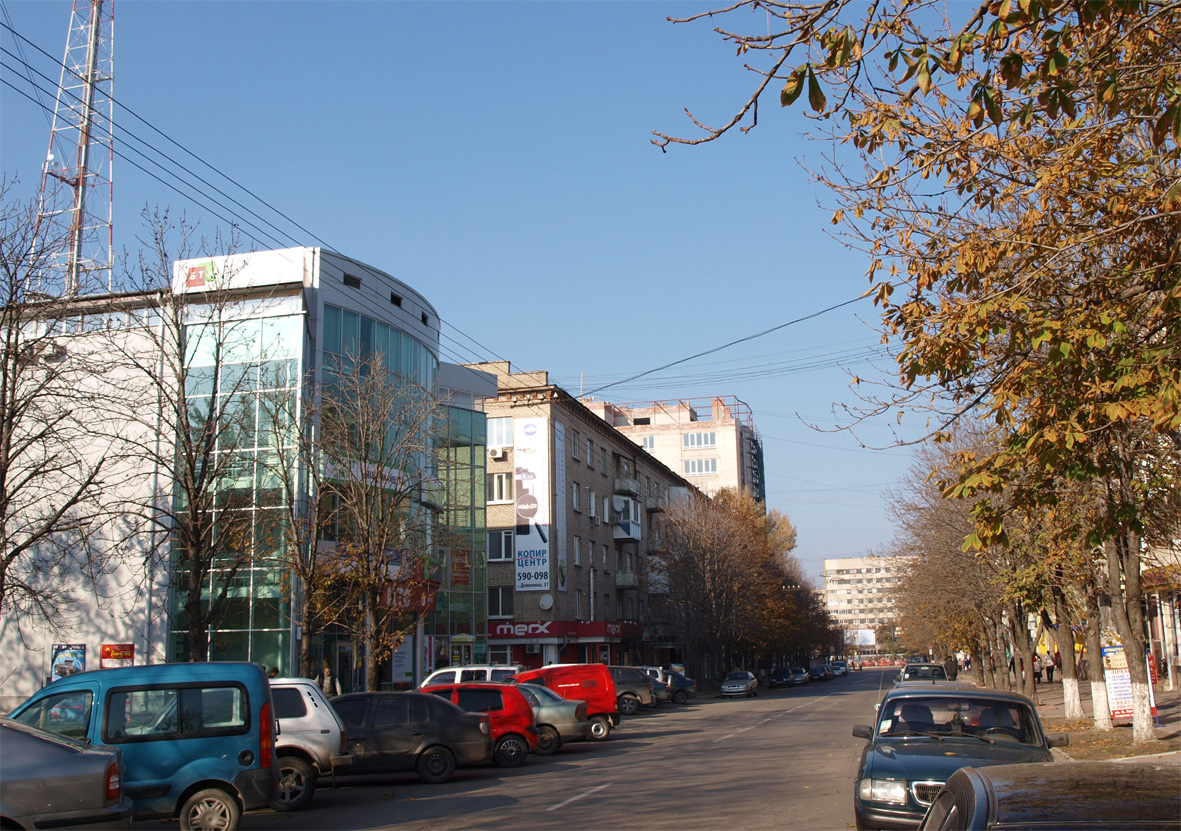
Комерційний центр на місці скверу

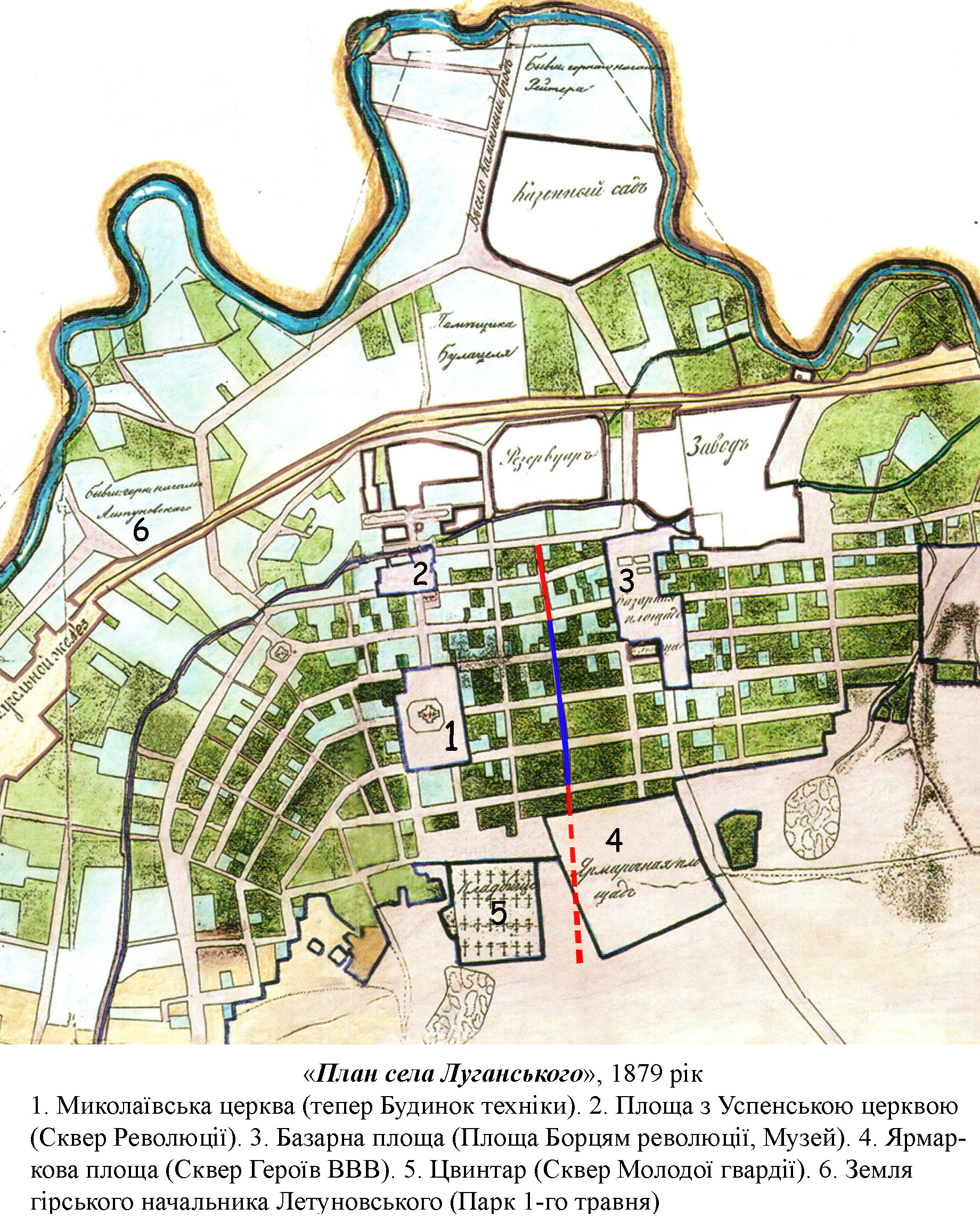
Вул. Демьохіна на карті 1879 р. Червона ділянка — вулиця із будинками № 1-6; синя — тепер неіснуюча ділянка вулиці; пунктиром позначено частину вулиці, забудовану у ХХ ст. (будинки № 18-37)

Розвиток Луганська був пов'язаний із появою у місті ливарного заводу. Розташування вулиць носило терасний характер. Перші вулиці-тераси (Петербурзька, Казанська, Банківська) перетинали вулиці, що йшли угору по схилу правого берега Лугані, які називались «лініями». Ці невеликі вулиці були пронумеровані. Протилежні сторони вулиці були різними лініями. Тому спочатку теперішня вул. Демьохіна називалась 23-та і 24-та лінія. Оскільки це заплутувало городян, кожна лінія у 1930-х роках отримала лише один номер, у цьому випадку — 12.
У дореволюційні роки 12-та лінія проходила через приватний сектор. Поруч з нею були розташовані Воскресенська (Цвинтарна) церква і міське кладовище.
1925 року будуються триповерхові будинки для працівників Емаль-заводу.
1936 року на розі вул. Демьохіна і Коцюбинського відчинив свої двері один з найстаріших середніх навчальних закладів у місті — школа № 20.
У другій половині 1950-х років приватний сектор зноситься і на його місці зводяться цегляні п'ятиповерхові будинки. Разом із забудовою вулиці йшла повна реконструкція майбутнього центру: з'являються будівлі обкому КПУ, облвиконкому, сквери Героїв Великої Вітчизняної війни і 30-річчя ВЛКСМ. Цілком змінюється вигляд Совєтської вулиці.
У 1965 році вулиця була названа на честь луганця, Героя Радянського Союзу Андрія Демьохіна.
На рубежі ХХ —XXI століть в окремих квартирах будинків № 18, 27 і 35 сталось кілька пожеж з людськими жертвами.

## Опис

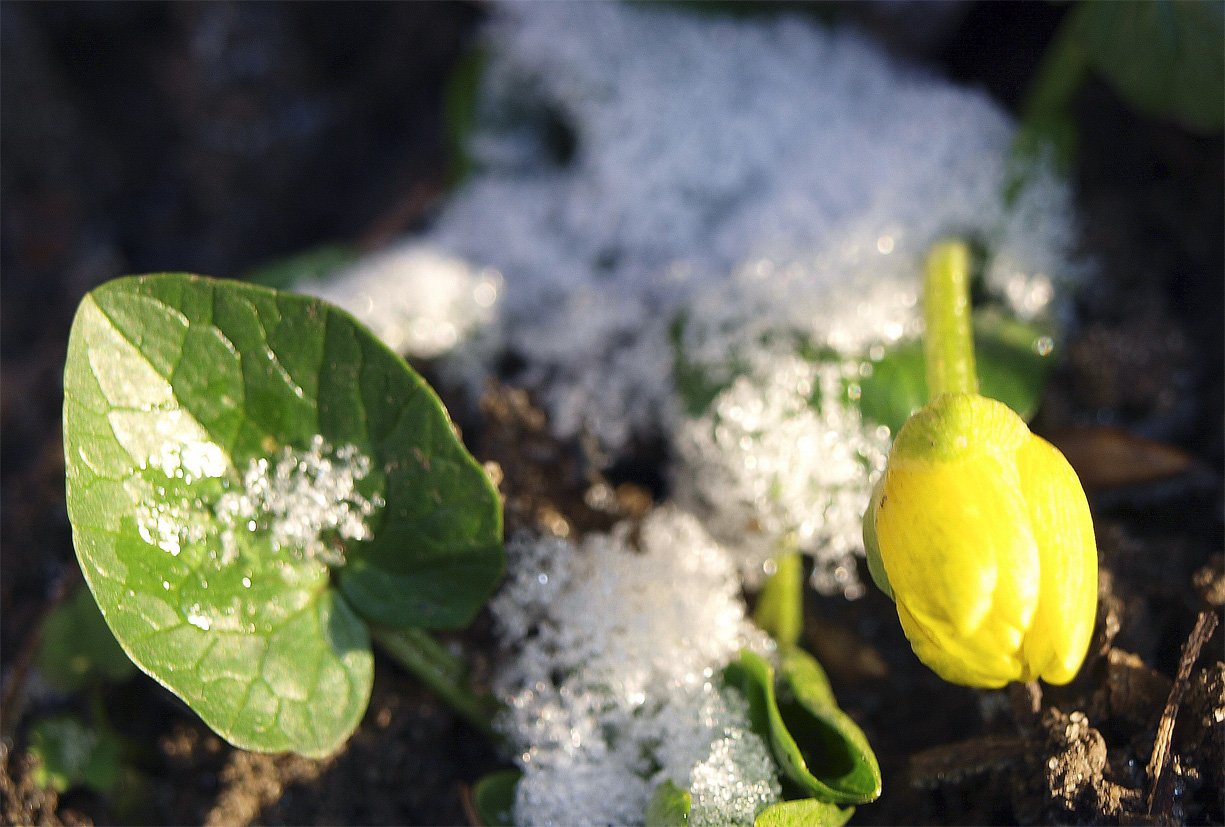
«Новорічна аномалія» на вул. Демьохіна. Калюжниця (Caltha palustris) зацвіла 31 грудня 2010 р.

Вулиця розташована у  Ленінському районі. Південний край вулиці примикає до входу Центрального ринку; північний край — до вул. Поштової.
На вул. Демьохіна розташовані Луганська телерадіокомпанія, будівля дитячої спортивної школи № 1 (колишня середня школа № 20), Райффайзен банк Аваль, філії інших банків, готель, торговельні комплекси, офіси, стоматологічна клініка № 1, чотири аптеки, бар, кафе, бутіки, крамниці, дитячий садочок і житлові будинки. До 1990-х років на розі будинку № 18 працював магазин квітів, а у будинку № 27 — телемайстерня.
У ході реконструкції колишньої будівлі раднаргоспу, яку зайняв банк Аваль, був знищений архітектурний декор 1950-х років.

## Нумерація будинків
На ділянці від вул. Поштової до вул. Шевченка були розташовані колишні будинки № 1-6.

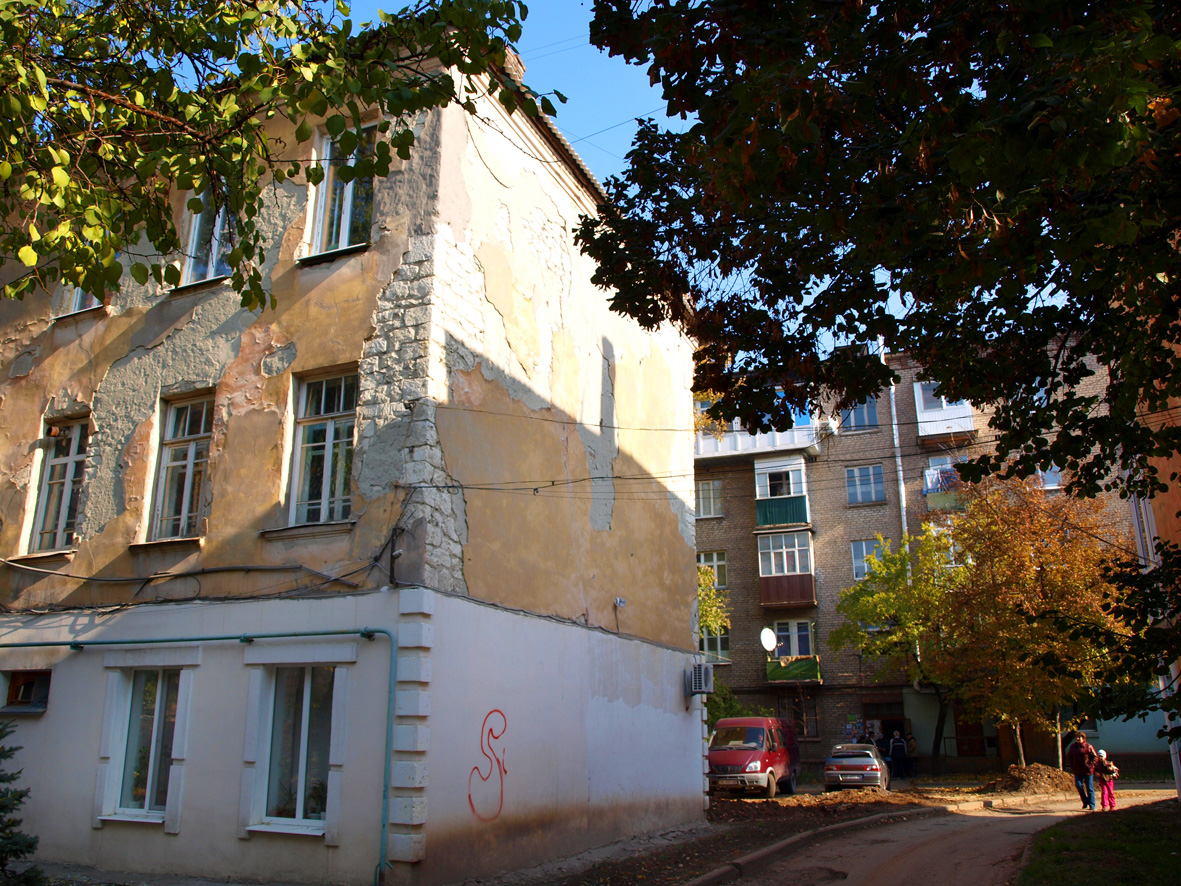
Емаль-городок (будинок № 29)

На сьогоднішній день ділянка вулиці між вулицями Шевченка і Коцюбинського розірвана. Нумерація будинків у цьому місці перервана.
Від вул. Коцюбинського до Совєтської по лівій стороні (колишня 24-лінія) розташовані будинки № 18, 20, 22, 24, 26; по правій (колишня 23-лінія) — 23 (спортшкола), 25 (телерадіокомпанія), 27, 29, 31, 33, 35, 37.
За підземним переходом біля критого ринку окремо стоїть будинок № 19, в якому розташований Проектний інститут цивільного будівництва «Луганськцивільпроект».

## Городок Емаль-заводу
У 1925 році Емаль-завод для своїх працівників збудував мергельні триповерхові будинки (№ 29, 31, 33, 35, 37). Вони були обладнані грубками і опалювались вугіллям. Газ провели наприкінці 1950-х років.
У теперішній час перебувають в аварійному стані. Однак квартири викуповуються і пристосовуються під офіси, юридичні фірми, консультації, магазини.

## Демьохіна, 27

Меморіальна дошка з барельєфом скульптора В.Мухіна

Мешканці вселилися у будинок у 1959 році. Квартири отримали працівники державних і радянських органів, військові, діячі мистецтв і прості трудящі. Розташований між двома скверами, на місці яких тепер зведені комерційний центр і готель.
У квартирі № 55 жив і працював Віктор Іванович Мухін (1914–1977), скульптор, заслужений діяч мистецтв (1956), лауреат премії імені Тараса Шевченка (1973). Серед його доробку — пам'ятник «Клятва» молодогвардійцям у Краснодоні (1956), монумент «Україна — визволителям» у Міловому (1972), пам'ятники у сквері імені 30-річчя ВЛКСМ та інші. 20 жовтня 1982 року тут була відкрита меморіальна дошка з барельєфом скульптора (виконана Є.Можаєвим, М.Можаєвим і В.Десятинчуком).
В. Мухін плідно співпрацював з іншим луганським скульптором В. Федченком, який також мешкав у цьому будинку.

## Сквери

Фонтан «Три грації»

На вулиці функціонували два сквери з фонтанами: «Три грації» і безіменний перед телецентром.
Сквер «Три грації» отримав назву через фонтанну скульптурну композицію. У 1990-х роках був місцем збору андеґраунду. Тепер щоліта навколо фонтану працює кафе.
На початку 2000-х років частину озелененої зони віддали підприємцям. Попри протести місцевого населення тут звели комерційний центр.

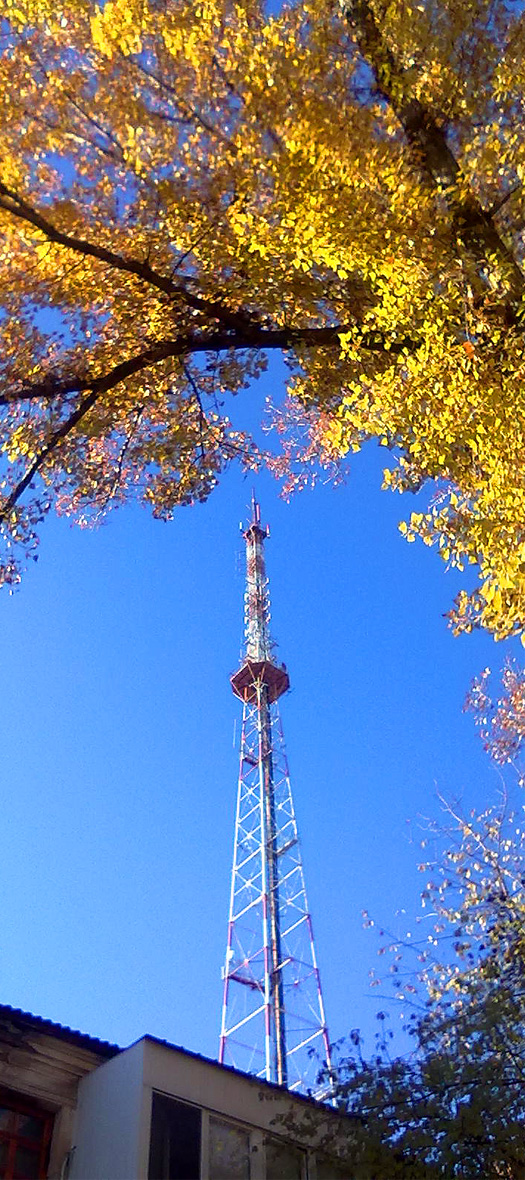
Телевежа

Наступний етап передбачає будівництво магазина і міні-кафе. Від скверу залишиться фонтан з літнім кафе і майданчиком.
Інший сквер був знищений повністю. Влада виділила цілу ділянку для будівництва семиповерхового готелю, яке тривало у 2007–2012 роках.
Вулиця межує зі сквером Молодої Гвардії і розташована за квартал від скверу Героїв Великої Вітчизняної війни.
Уздовж вулиці висаджені каштани. Окрім того ростуть абрикос, верба, липа, тополя, ялина, ясен та інші дерева.

## Телецентр
На вул. Демьохіна, 25 розташована Луганська обласна державна телерадіокомпанія.
У 1958 році на місці колишньої Воскресенської церкви була зведена телевежа. Монтаж проводився під керівництвом Віталія Моїна, начальника спецуправління тресту «Донбасстальконструкція». Перші чотири секції монтувались краном МКП-25, наступні — так званою «чиказькою стрілою».
2 липня 1958 року о 18 годині пролунали перші позивні нового луганського ретранслятора. На той час в області нараховувалось близько 12 тис. телевізорів. У 1958 році було запроваджене однопрограмне телевізійне мовлення, з 1971 — двопрограмне (ЦТ і УТ). У 1980 році в ефір вийшла перша кольорова програма. З'явилась третя програма. Місцева студія мовила 4 дні на тиждень загальною тривалістю 10 годин. А в день початку роботи луганського телебачення транслювався концерт Ленінградського театру мініатюр і художній фільм «Капітан „Старої черепахи“».

## Народна й сленгова мікротопоніміка
- Вулиця Каштанова — дитячий урбанонім; назва походить від каштанів, які висаджені уздовж вулиці.
- Трибабник або триграцник — фонтан із скульптурною композицією «Три грації».
- Стара двадцятка — дитяча спортивна школа № 1 (колишня середня школа № 20).
- Склотара — кілька комерційних будівель зі скла і бетону (№ 23-б, 27-а, 27-б).
- Залізяка — телевежа. Зустрічається в словосполученні «Будинок під залізякою», яке стосується будинку № 27 на вул. Демьохіна, розташованого поруч.
- Котячий кут — дитяча мікротопоніміка, назва частини подвір'я будинку № 27. За розповідями, у 1970-х — 1990-х роках одна мешканка підгодовувала котів, що збирались тут цілими зграями. З її переїздом на початку 2000-х років подвір'я захопили голуби.

## Галерея

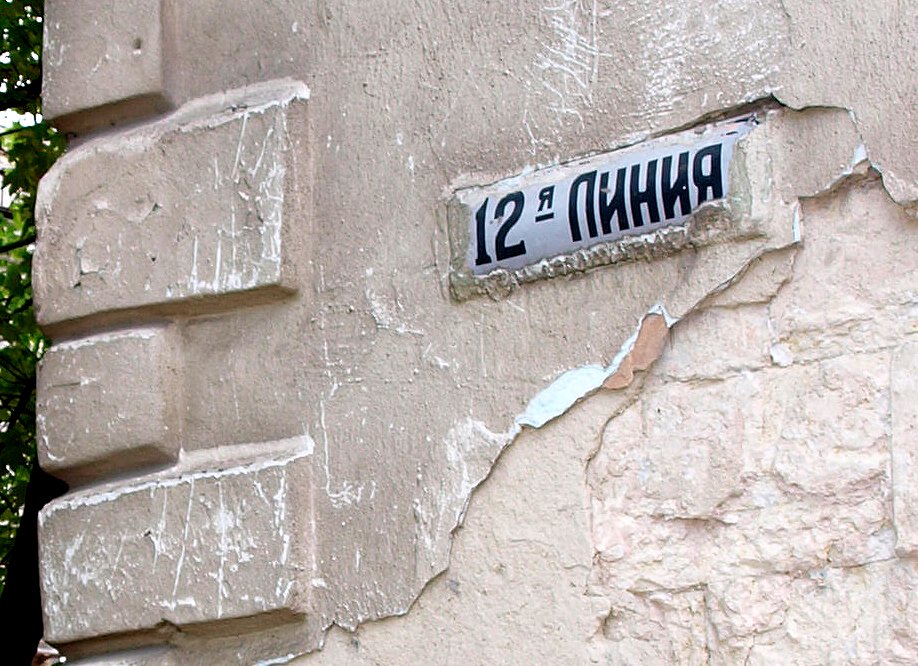
Колишня 12-та лінія
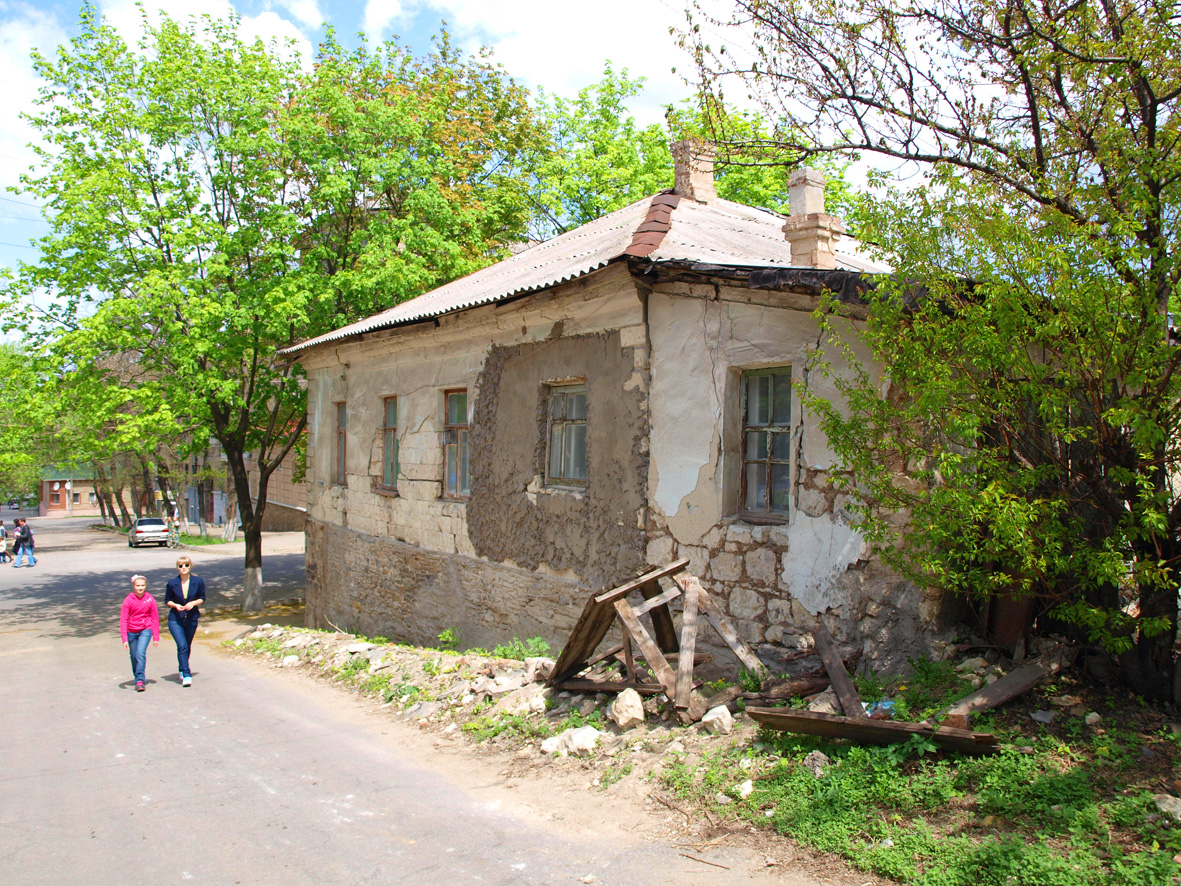
Стара хата, яка ще збереглась на «відірваній» ділянці вулиці
Фонтан перед гастрономом «Ворошиловградський»
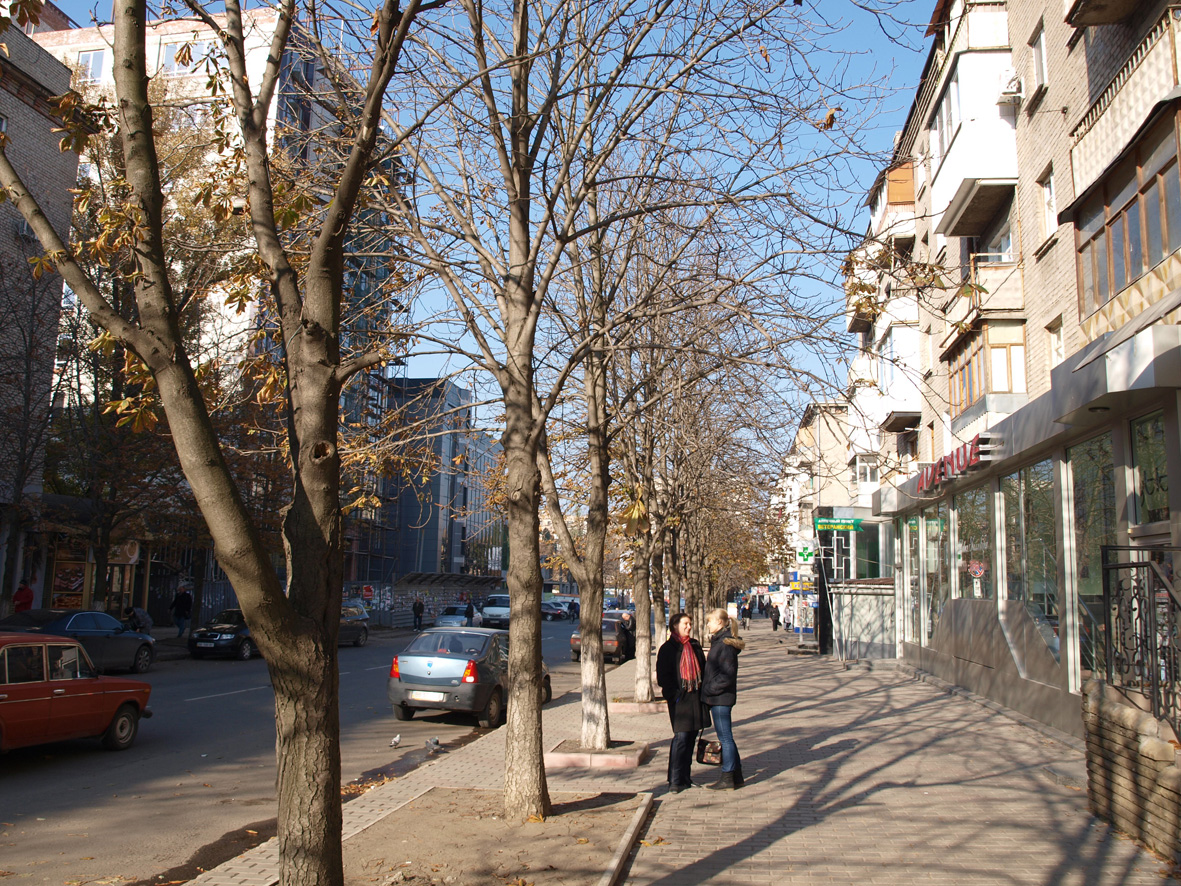
Одна з найспокійніших центральних вулиць

Будівництво готелю
Нічне життя
«Луганськцивільпроект» розташований на іншій «відірваній» ділянці вулиці
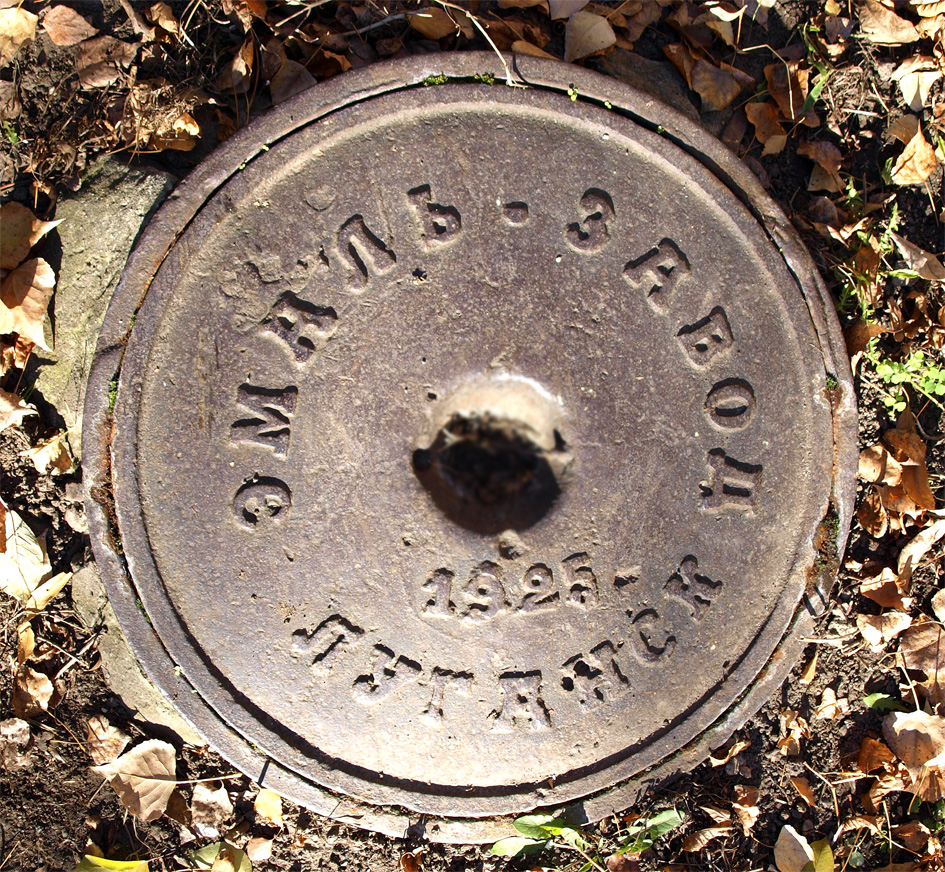
Каналізаційний люк Емаль-городка, 1925 р.